# Wolf Poppersynagoge
De Wolf Poppersynagoge (Pools: Synagoga Poppera of Bożnica Poppera), is een synagoge in de tegenwoordige krakause wijk, maar voor 1791, de (Joodse) stad Kazimierz. De synagoge werd gebouwd tussen 1620 in Barokstijl en werd gesticht door de koopman Wolf Popper. In 1965 werd de synagoge gerestaureerd door de Joodse gemeenschap en dient tegenwoordig als Joods cultureel jongerencentrum

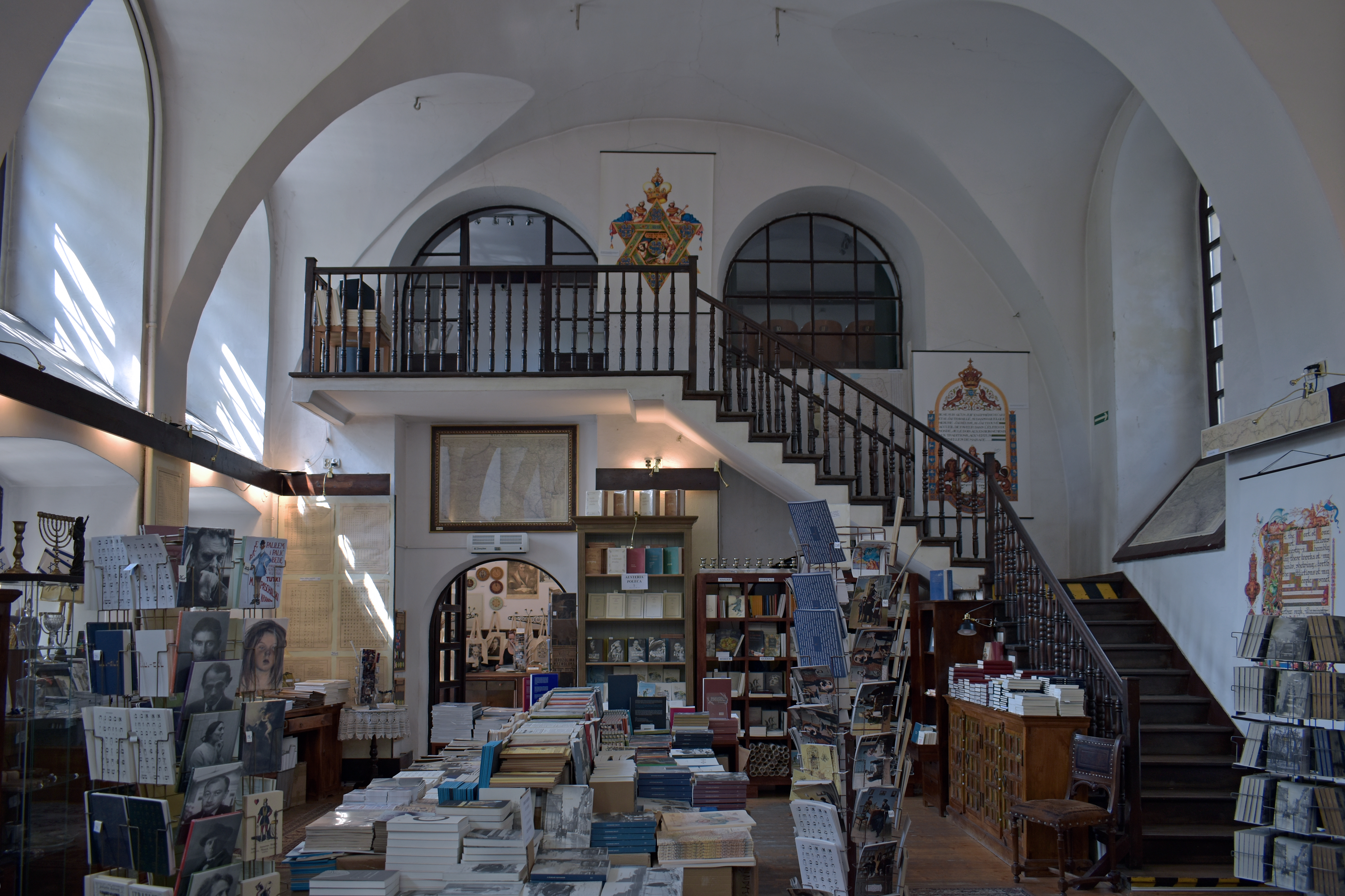
Interieur met de gallery in de Wolf Poppersynagoge

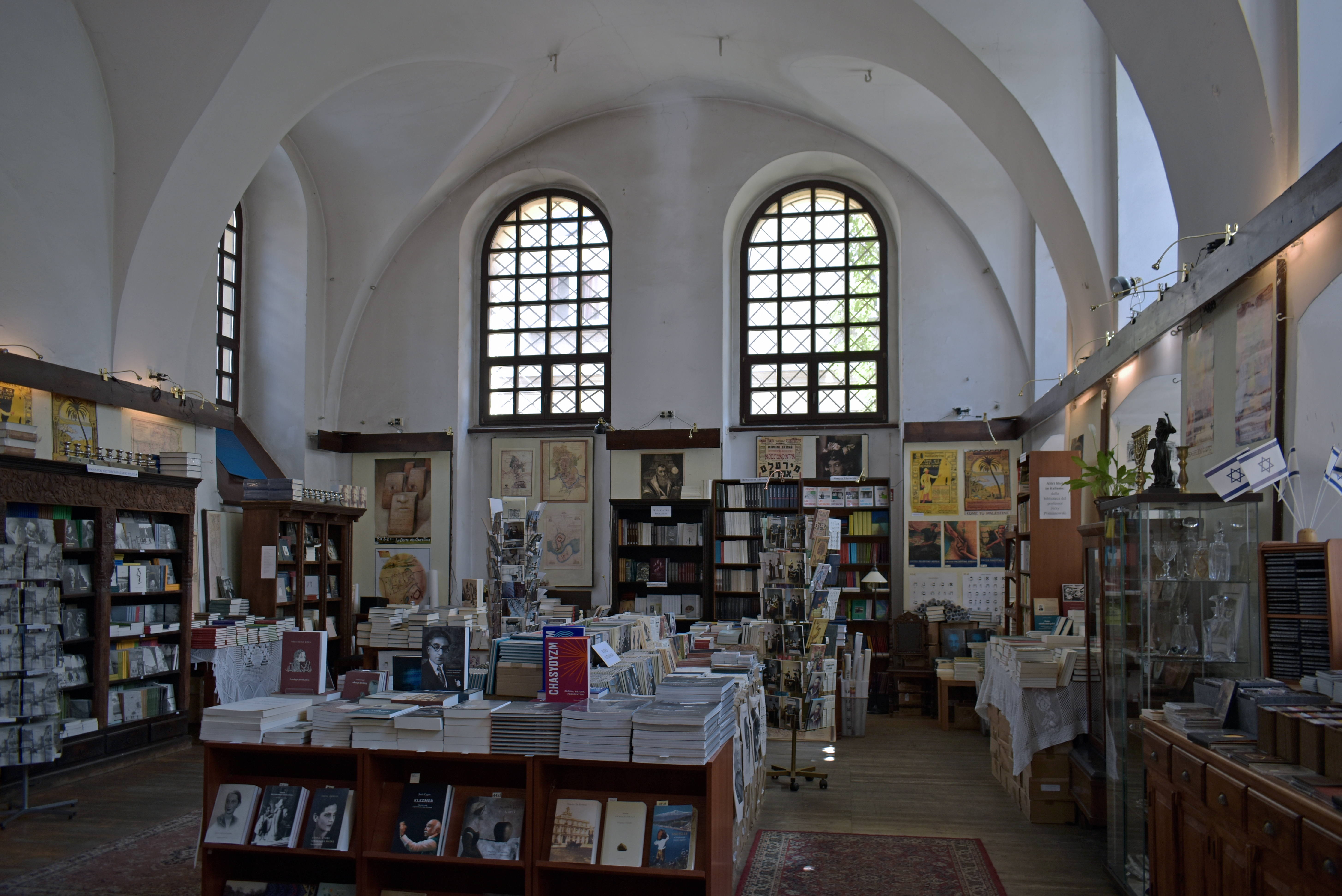
Interieur